# Laurens de Geer
Laurens De Geer, född 10 maj 1614 i Dordrecht, död augusti 1666 i Amsterdam, var en svensk friherre och industriman. Han var son till Louis De Geer.

## Biografi
Laurens De Geer föddes 1614 i Dordrecht. Han var son till Louis De Geer och Adriana Gérard. De Geer arbetade som brukspatron på Österbybruk och var svensk kommissarie i Nederländerna. Han avled 1666 i Amsterdam.

### Familj
De Geer gifte sig 10 oktober 1640 i Haag med Margaretha von Crommon (död 1658). Hon var dotter till Gerard van Crommon och Margareta Monicx. De fick tillsammans barnen brukspatronen Gerard De Geer (1642–1687), Adriana Louise De Geer (1644–1700) som var gift med borgmästaren Christiaan Thibaut i Middelburg, Jeanne Marguerite De Geer (1618–1680) som var gift med Vilhelm Andreae och Louise Trip, Laurens De Geer (1649–1651), Aletta Maria De Geer (1652–1715) som var gift med Gerard van Crommon och borgmästaren Joan Pieter van den Brande van Cleverskercke i Middelburg, Christina Eleonora De Geer (1654–1678), Isabella Sofia De Geer (1657–1691) som var gift med professorn Jacob Trigland i Amsterdam.